# Vernon Center
Vernon Center ist ein als City statuierter Ort im Blue Earth County in Minnesota. Das U.S. Census Bureau hat bei der Volkszählung 2020 eine Einwohnerzahl von 328 ermittelt.

## Geographie
Vernon Center liegt am Blue Earth River, der U.S. Highway 169 führt durch den Ort.
Nach den Angaben des United States Census Bureaus hat vernon Center eine Fläche von 1,3 km², alles davon besteht aus Land.

## Demographie
Zum Zeitpunkt des United States Census 2000 bewohnten Vernon Center 359 Personen. Die Bevölkerungsdichte betrug 282,9 Personen pro km². Es gab 137 Wohneinheiten, durchschnittlich 108,0 pro km². Die Bevölkerung Vernon Centers bestand zu 99,72 % aus Weißen, 0,28 % Pacific Islander. 1,39 % der Bevölkerung erklärten, Hispanos oder Latinos jeglicher Rasse zu sein.
Die Bewohner Vernon Centers verteilten sich auf 132 Haushalte, von denen in 40,2 % Kinder unter 18 Jahren lebten. 68,9 % der Haushalte stellten Verheiratete, 4,5 % hatten einen weiblichen Haushaltsvorstand ohne Ehemann und 25,0 % bildeten keine Familien. 22,7 % der Haushalte bestanden aus Einzelpersonen und in 14,4 % aller Haushalte lebte jemand im Alter von 65 Jahren oder mehr alleine. Die durchschnittliche Haushaltsgröße betrug 2,72 und die durchschnittliche Familiengröße 3,14 Personen.
Die Bevölkerung verteilte sich auf 29,0 % Minderjährige, 6,4 % 18–24-Jährige, 27,6 % 25–44-Jährige, 21,7 % 45–64-Jährige und 15,3 % im Alter von 65 Jahren oder mehr. Das Durchschnittsalter betrug 34 Jahre. Auf jeweils 100 Frauen entfielen 92,0 Männer. Bei den über 18-Jährigen entfielen auf 100 Frauen 100,8 Männer.
Das mittlere Haushaltseinkommen in Vernon Center betrug 50.703 US-Dollar und das mittlere Familieneinkommen erreichte die Höhe von 56.875 US-Dollar. Das Durchschnittseinkommen der Männer betrug 34.500 US-Dollar, gegenüber 21.806 US-Dollar bei den Frauen. Das Pro-Kopf-Einkommen belief sich auf 20.693 US-Dollar. 1,5 % der Familien hatten ein Einkommen unterhalb der Armutsgrenze, davon waren weder Minderjährige noch Personen der Altersgruppe 65 Jahre und mehr betroffen.